# Вуглецевонейтральне паливо
Вуглецевонейтральне паливо — паливо, яке не викликає чистих викидів парникових газів або вуглецевого сліду. Насправді це зазвичай означає паливо, що виробляється з використанням як сировини діоксиду вуглецю (CO2). Пропоновані вуглецевонейтральні палива можна, в широкому сенсі, розділити на синтетичні палива, отримувані хімічним гідруванням діоксиду вуглецю, та біопалива, які виробляють із використанням природних процесів споживання CO2, таких як фотосинтез.
Діоксид вуглецю, що використовується для виробництва синтетичного палива, може вловлюватися безпосередньо з повітря, рециркулюватися з відпрацьованих газів електростанцій або вироблятися з карбонатної кислоти в морській воді. Прикладами синтетичного палива є водень, аміак і метан, хоча складніші вуглеводні, такі як бензин і гас, також успішно синтезовано штучно. Крім того, що такі відновлювані види палива є вуглецевонейтральними, вони можуть знизити витрати на імпорт викопного палива та зменшити залежність від нього. Додатковою перевагою може стати усунення необхідності переходу автотранспорту на електропривод або водневе паливо. Щоб процес був справді вуглецевонейтральним, будь-яка енергія, необхідна для цього процесу, має бути сама по собі вуглецевонейтральною, наприклад, енергія з відновлюваних джерел або ядерна енергія.
Якщо при спалюванні вуглецевонейтрального палива відбувається вловлювання вуглецю в димарі або вихлопній трубі, це призводить до чистих від'ємних викидів вуглекислого газу і, таким чином, може бути формою зниження обсягу парникових газів. Від'ємні викиди вважають головним компонентом зусиль з обмеження глобального потепління, хоча технології, що їх забезпечують, нині не є економічно конкурентоспроможними. Вуглецеві кредити, ймовірно, відіграватимуть важливу роль у просуванні палива з від'ємним викидом вуглецю.

## Виробництво

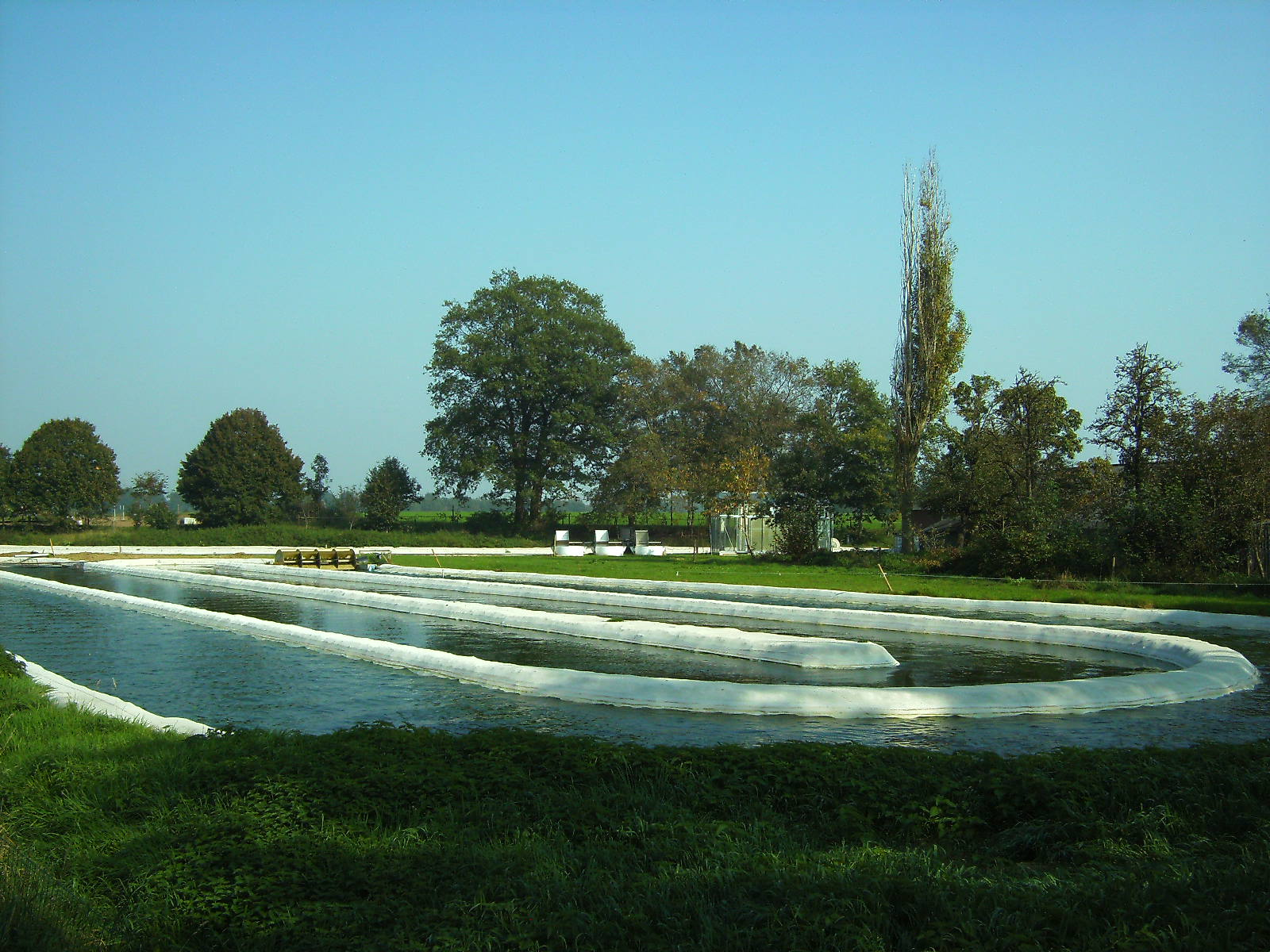
Ставок із доріжкою, що використовується для вирощування мікроводоростей. Постійний рух води підтримує гребне колесо

Вуглецеві-нейтральні види палива — це синтетичні вуглеводні. Основним їх джерелом є хімічні реакції між вуглекислим газом і воднем, утворюваним за електролізу води з використанням відновлюваних джерел енергії. Паливо, часто зване електропаливом, є акумулятором енергії, використаної для виробництва водню. Вугілля також можна використовувати для виробництва водню, але воно не буде вуглецевонейтральним джерелом. Вуглекислий газ можна вловлювати і ховати, роблячи викопне паливо вуглецевонейтральним, хоч і не відновлюваним. Уловлювання вуглецю з вихлопних газів може перетворити вуглецевонейтральне паливо на паливо з від'ємним викидом вуглецю. Природні вуглеводні можна розщеплювати з утворенням водню та діоксиду вуглецю, який потім підлягає похованню, тоді як водень використовується як паливо. Цей процес також буде вуглецевонейтральним.
Найбільш енергоефективним та технологічним у виробництві паливом є газоподібний водень, який можна використовувати в транспортних засобах з водневими паливними елементами. Водневе паливо зазвичай одержують електролізом води. Потім за допомогою реакції Сабатьє можна виробити метан, тобто синтетичний природний газ, який можна зберігати для подальшого спалювання на електростанціях, транспортувати трубопроводами, вантажними автомобілями або танкерами-газовозами, використовувати в процесах типу газ-рідина, таких як процес Фішера — Тропша, для виробництва рідкого палива для транспорту чи опалення.
Є ще кілька видів палива, які можна створити за допомогою водню. Мурашину кислоту, наприклад, можна отримати реакцією водню з CO2. Мурашина кислота у поєднанні з CO2 може утворювати ізобутанол.
Метанол можна отримати внаслідок хімічної реакції молекули вуглекислого газу з трьома молекулами водню з утворенням води. Накопичену енергію можна відновити спалюванням метанолу у двигуні внутрішнього згоряння з виділенням діоксиду вуглецю, води та тепла. Метан можна одержати аналогічною реакцією. Важливі особливі запобіжні заходи проти витоку, оскільки метан майже в 100 разів сильніший від CO2 щодо потенціалу глобального потепління. Далі можна хімічно об'єднувати молекули метанолу або метану у великі молекули вуглеводневого палива.
Дослідники також запропонували використовувати метанол для виробництва диметилового етеру. Це паливо можна використовувати як заміну дизельного палива через його здатність самозайматися за високого тиску та температури. Його вже використовують у деяких галузях для опалення та виробництва енергії. Він нетоксичний, але має зберігатися під тиском. З діоксиду вуглецю та водню також можна отримати більші вуглеводні та етанол.
Усі синтетичні вуглеводні зазвичай отримують за температур 200—300 °C та за тиску від 20 до 50 бар. Для підвищення ефективності реакції та створення бажаного типу вуглеводневого палива зазвичай використовують каталізатори. Такі реакції є екзотермічними та використовують близько 3 моль водню на 1 моль залученого вуглекислого газу. Побічним продуктом є велика кількість води.